# Monety kolekcjonerskie III RP w 2022
W 2022 r. Narodowy Bank Polski wyemitował 30 monet kolekcjonerskich, 25 srebrnych i 3 złote oraz dwie okolicznościowe pięciozłotówki z serii Odkryj Polskę.

## Spis monet
| Moneta                                                                                  | Nominał     | Stop                                               | Średnica (mm) | Masa (g) | Nakład | Data emisji     | Projektant                                | Wizerunek     |
| --------------------------------------------------------------------------------------- | ----------- | -------------------------------------------------- | ------------- | -------- | ------ | --------------- | ----------------------------------------- | ------------- |
| Polska Reprezentacja Olimpijska Pekin 2022                                              | 10 złotych  | Ag 925                                             | 32            | 14,14    | 15 000 | 20 stycznia     | Sebastian Mikołajczak                     | awersrewers   |
| Polska Reprezentacja Olimpijska Pekin 2022                                              | 200 złotych | Au 900                                             | 27            | 15,50    | 1 200  | 20 stycznia     | Sebastian Mikołajczak                     | awersrewers   |
| Ochrona polskiej granicy wschodniej                                                     | 10 złotych  | Ag 925                                             | 32            | 14,14    | 10 000 | 27 stycznia     | Robert Kotowicz                           | awersrewers   |
| Jan III Sobieski Seria: Skarby Stanisława Augusta                                       | 50 złotych  | Ag 999                                             | 45            | 62,20    | 5 000  | 9 lutego        | Robert Kotowicz Anna Wątróbska-Wdowiarska | awersrewers   |
| Jan III Sobieski Seria: Skarby Stanisława Augusta                                       | 500 złotych | Au 999                                             | 45            | 62,20    | 600    | 9 lutego        | Robert Kotowicz Anna Wątróbska-Wdowiarska | awersrewers   |
| Zdzisław Broński „Uskok” Seria: Wyklęci przez komunistów żołnierze niezłomni            | 10 złotych  | Ag 925                                             | 32            | 14,14    | 10 000 | 23 lutego       | Dobrochna Surajewska                      | awersrewers   |
| Zdzisław Broński „Uskok” Seria: Wyklęci przez komunistów żołnierze niezłomni            | 10 złotych  | Tampondruk                                         |               |          |        |                 |                                           |               |
| 200. rocznica urodzin Ignacego Łukasiewicza                                             | 10 złotych  | Ag 999                                             | 32            | 31,10    | 10 000 | 8 marca         | Dobrochna Surajewska                      | awersrewers   |
| 200. rocznica urodzin Ignacego Łukasiewicza                                             | 10 złotych  | Wysoki relief                                      |               |          |        |                 |                                           |               |
| Władysław Grabski Seria: Wielcy polscy ekonomiści                                       | 10 złotych  | Ag 925                                             | 32            | 14,14    | 10 000 | 21 kwietnia     | Dominika Karpińska-Kopiec                 | awersrewers   |
| Leon Biegeleisen Seria: Wielcy polscy ekonomiści                                        | 10 złotych  | Ag 925                                             | 32            | 14,14    | 10 000 | 5 maja          | Urszula Walerzak                          | awersrewers   |
| Jan Stanisław Lewiński Seria: Wielcy polscy ekonomiści                                  | 10 złotych  | Ag 925                                             | 32            | 14,14    | 10 000 | 5 maja          | Grzegorz Pfeifer                          | awersrewers   |
| 30. rocznica powołania Straży Granicznej                                                | 10 złotych  | Ag 925                                             | 32            | 14,14    | 12 000 | 11 maja         | Sebastian Mikołajczak                     | awersrewers   |
| 30. rocznica powołania Straży Granicznej                                                | 10 złotych  | Druk UV                                            |               |          |        |                 |                                           |               |
| 100. rocznica powrotu części Górnego Śląska do Polski                                   | 10 złotych  | Ag 925                                             | 32            | 14,14    | 10 000 | 9 czerwca       | Dominika Karpińska-Kopiec                 | awersrewers   |
| Polskie banknoty obiegowe                                                               | 10 złotych  | Ag 999                                             | 50×25         | 31,10    | 3 000  | 21 czerwca      | Robert Kotowicz                           | awersyrewersy |
| Polskie banknoty obiegowe                                                               | 20 złotych  | Ag 999                                             | 50×25         | 31,10    | 3 000  | 21 czerwca      | Robert Kotowicz                           | awersyrewersy |
| Polskie banknoty obiegowe                                                               | 50 złotych  | Ag 999                                             | 50×25         | 31,10    | 3 000  | 21 czerwca      | Robert Kotowicz                           | awersyrewersy |
| Polskie banknoty obiegowe                                                               | 100 złotych | Ag 999                                             | 50×25         | 31,10    | 3 000  | 21 czerwca      | Robert Kotowicz                           | awersyrewersy |
| Polskie banknoty obiegowe                                                               | 200 złotych | Ag 999                                             | 50×25         | 31,10    | 3 000  | 21 czerwca      | Robert Kotowicz                           | awersyrewersy |
| Polskie banknoty obiegowe                                                               | 500 złotych | Ag 999                                             | 50×25         | 31,10    | 3 000  | 21 czerwca      | Robert Kotowicz                           | awersyrewersy |
| 100. rocznica odkrycia zespołu pradziejowych kopalni krzemienia pasiastego „Krzemionki” | 50 złotych  | Ag 999                                             | 45            | 62,20    | 7 000  | 12 lipca        | Urszula Walerzak                          | awersrewers   |
| 100. rocznica odkrycia zespołu pradziejowych kopalni krzemienia pasiastego „Krzemionki” | 50 złotych  | Soczewka, wysoki relief, krzemień pasiasty, oksyda |               |          |        |                 |                                           |               |
| Antoni Żubryd „Zuch” Seria: Wyklęci przez komunistów żołnierze niezłomni                | 10 złotych  | Ag 925                                             | 32            | 14,14    | 10 000 | 1 września      | Dobrochna Surajewska                      | awersrewers   |
| Antoni Żubryd „Zuch” Seria: Wyklęci przez komunistów żołnierze niezłomni                | 10 złotych  | Tampondruk                                         |               |          |        |                 |                                           |               |
| XVI Międzynarodowy Kongres Numizmatyczny                                                | 50 złotych  | Ag 999                                             | 50            | 93,30    | 6 000  | 6 września      | Dominika Karpińska-Kopiec                 | awersrewers   |
| XVI Międzynarodowy Kongres Numizmatyczny                                                | 50 złotych  | Wysoki relief                                      |               |          |        |                 |                                           |               |
| 100-lecie Portu Gdynia                                                                  | 20 złotych  | Ag 925                                             | 38,61         | 28,28    | 12 000 | 14 września     | Dominika Karpińska-Kopiec                 | awersrewers   |
| 100-lecie Portu Gdynia                                                                  | 20 złotych  | Transparentna żywica, oksyda                       |               |          |        |                 |                                           |               |
| Władysław Zawadzki Seria: Wielcy polscy ekonomiści                                      | 10 złotych  | Ag 925                                             | 32            | 14,14    | 10 000 | 26 października | Dominika Karpińska-Kopiec                 | awersrewers   |
| Michał Kalecki Seria: Wielcy polscy ekonomiści                                          | 10 złotych  | Ag 925                                             | 32            | 14,14    | 10 000 | 26 października | Robert Kotowicz                           | awersrewers   |
| 90. rocznica powstania Znaku Rodła                                                      | 10 złotych  | Ag 925                                             | 28,20×28,20   | 14,14    | 10 000 | 8 listopada     | Grzegorz Pfeifer                          | awersrewers   |
| August II Mocny Seria: Skarby Stanisława Augusta                                        | 50 złotych  | Ag 999                                             | 45            | 62,20    | 6 000  | 1 grudnia       | Robert Kotowicz Anna Wątróbska-Wdowiarska | awersrewers   |
| August II Mocny Seria: Skarby Stanisława Augusta                                        | 500 złotych | Au 999                                             | 45            | 62,20    | 600    | 1 grudnia       | Robert Kotowicz Anna Wątróbska-Wdowiarska | awersrewers   |
| Niemiecki obóz dla polskich dzieci w Łodzi (1942-1945)                                  | 10 złotych  | Ag 925                                             | 32            | 14,14    | 9 000  | 8 grudnia       | Robert Kotowicz                           | awersrewers   |